# Franklin D. Roosevelts valgperioder som guvernør i New York
Franklin D. Roosevelt var guvernør i New York fra 1929 indtil han blev valgt som USA's præsident i 1932. Hans periode som guvernør skaffede ham en højtprofileret stilling, hvor han kunne udmærke sig og samtidig danne grundlag for at stille op ved præsidentvalget. 
Efter adskillige år udenfor politik efter hans nederlag som vicepræsidentkandidat ved valget i 1920, mente Roosevelt i 1928, at han var tilstrækkelig restitueret til at kunne genoptage sin politiske karriere. Han havde været omhyggelig med at vedligeholde sine kontakter i det Demokratiske parti. I 1924 havde han deltaget i det Demokratiske Konvent og holdt nomineringstalen for den daværende guvernør i New York, Al Smith, der ønskede at blive det Demokraternes præsidentkandidat. Selv om Smith ikke blev nomineret, genopstillede han i 1928, og Roosevelt støttede ham igen. Denne gang blev Smith Demokraternes kandidat, og han opfordrede Roosevelt til at stille op til posten som guvernør i New York.

## Valget
På den tid kontrollerede den organisationen Tammany Hall alle politiske nomineringer for det Demokratiske parti i New York. For at opnå opstilling for Demokraterne, måtte den reformvenlige Roosevelt slutte fred med Tammany Hall, hvilket han gjorde med nogen tøven. Ved præsidentvalget i november blev Al Smith slået sikkert af Republikanernes kandidat Herbert Hoover, men Roosevelt blev valgt som guvernør med et flertal på 25.608 stemmer ud af over 4 millioner afgivne stemmer, og besejrede dermed Republikanernes kandidat Albert Ottinger. Som indfødt fra upstate New York, kunne han appellere til vælgere udenfor New York City på en måde som ingen anden demokrat kunne.

## Første valgperiode
Roosevelt blev valgt som reformvenlig demokrat i 1929, men uden en overordnet plan. Han bekæmpede korruptionen ved at afskedige Smiths venner og etablerede New York Public Service Commission. Han tog hånd om New Yorks voksende behov for el ved udvikling af vandkraft på St. Lawrence floden. Han reformerede statens fængselsadministation og bygget et nyt statligt fængsel ved Attica. Han havde en lang fejde med Robert Moses, statens mest magtfulde embedsmand, som han fjernedes som statssekretær, men beholdt som ansvarlig for parkerne og leder af byplanlægning. Da Wall Street-krakket i oktober 1929 blev begyndelsen på Depressionen, indledte Roosevelt et nødhjælpssystem, som senere blev model for New Deals Federal Emergency Relief Administration (FERA). Roosevelt fulgte præsident Herbert Hoovers råd og bad statens lovgivende forsamling om en bevilling på $20 mio. til nødhjælp, som han fortrinsvis brugte på offentlige arbejder, i håb om at stimulere efterspørgslen og skaffe beskæftigelse. Hjælp til de arbejdsløse, sagde han, "må komme fra Regeringen, ikke som et spørgsmål om velgørenhed, men som en social pligt." I hans første embedsperiode sagde Roosevelt "USA's forfatning har vist sig at være den mest fremragende elastiske samling af regler for regeringsførelse, der nogensinde er skrevet." Han henviste til den tro han havde på, at den centrale regering ville være nødt til at bruge mere magt for at trække landet ud af krisen.

## Økonomisk politik
Roosevelt vidste ikke meget om økonomi, men han rådførte sig med ledende økonomer og socialarbejdere og med Eleanor, som havde udviklet et netværk af venner indenfor social og arbejdsområdet og som var meget interesseret i sociale spørgsmål. Efter anbefaling fra Eleanor udpegede han en af hendes venner Frances Perkins som arbejdsminister og der blev gennemført en gennemgribende reform af arbejdsmarkedslovene. Han etablerede det første statslige nødhjælpsagentur under Harry Hopkins, som blev en central rådgiver, og pressede den lovgivende forsamling til at vedtage en folkepensionslov og en arbejdsløshedsforsikringslov. Roosevelt startede sin embedsperiode med et budgetoverskud på $15 millioner fra forgængeren Al Smith og efterlod staten med et budgetunderskud på $90 millioner.

## Tammany Hall og genvalg
Den største svaghed ved Roosevelts regering var den udbredte korruption i den politiske maskine Tammany Hall i New York, hvor borgmesteren, Jimmy Walker, var en marionet for Tammany bossen John F. Curry, og hvor korruption af enhver slags florerede. Roosevelt havde slået sig op som en modstander af Tammany Hall, men han havde brug for maskinens støtte for at blive genvalgt i 1930 og til en mulig fremtidig præsidentvalgkampagne. Roosevelt faldt tilbage til det standpunkt, at guvernøren ikke kunne blande sig i ledelsen af byen New York, men da valget i 1930 nærmede sig, reagerede Roosevelt ved at iværksætte en juridisk undersøgelse af det korrupte salg af poster. Dette førte til at Walker tog sin afsked og flygtede til Europa for at undgå retsforfølgelse; men Tammany Halls magt blev ikke for alvor antastet før 1933-34, hvor Roosevelt fjernedes dets indflydelse på besættelse af føderale embeder (og i stedet gav den til Boss Ed Flynn i the Bronx) og derpå hjalp med til at besejre dets borgmesterkandidat ved at støtte Republikaneren Fiorello H. LaGuardia som borgmester. Roosevelt arbejdede tæt sammen med La Guardia gennem New Deal og krigsårene. I 1930 blev Roosevelt genvalgt med et flertal på over 700.000 stemmer, da han besejrede Republikaneren Charles H. Tuttle.